# Rebecca Müller
Rebecca Müller (* 1970) ist eine deutsche Kunsthistorikerin, Mediävistin und Hochschullehrerin.

## Biografie
Müller absolvierte von 1990 bis 1996 ein Studium der Kunstgeschichte, Klassischen Archäologie und Mittelalterliche Geschichte in Tübingen, Rom und Bonn. 1999 wurde sie, gefördert durch ein Promotionsstipendium der Studienstiftung des deutschen Volkes, für eine Untersuchung zur Spolienverwendung im mittelalterlichen Genua bei dem Kunsthistoriker Ingo Herklotz und dem Archäologen Henning Wrede promoviert. Zwischen 2000 und 2002 arbeitete Müller als Volontärin im Kupferstichkabinett und der Skulpturensammlung der Staatlichen Museen zu Berlin. Zudem war sie in der Galerie W. Wittrock in Berlin tätig und nahm Lehraufträge an der HU Berlin und der Universität Bamberg wahr. Als Post-Doc war sie am DFG-Graduiertenkolleg „Kunstwissenschaft-Denkmalpflege-Bauforschung“ und von 2003 bis 2005 forschte sie in Italien mit Stipendien des Kunsthistorischen Instituts in Florenz – MPI und des Deutschen Studienzentrums Venedig. 2005 vertrat sie eine Juniorprofessur an der Universität Hamburg und war danach als wissenschaftliche Mitarbeiterin an der Universität Frankfurt tätig. Für ihre Forschungen zu Italien wurde ihr 2010 der Jacob Burckhardt-Preis des Kunsthistorischen Instituts in Florenz verliehen. Als wissenschaftliche Mitarbeiterin am Kunsthistorischen Institut der Goethe-Universität Frankfurt verfasste sie 2016 ihre Habilitation mit dem Titel Die Vivarini. Bildproduktion in Venedig 1440 bis 1505. Bis 2019 übernahm sie Lehrstuhlvertretungen an der Universität Augsburg und der LMU München. Seit dem Wintersemester 2019 ist Müller Professorin für Mittelalterliche Kunstgeschichte am Institut für Europäische Kunstgeschichte der Universität Heidelberg.

## Forschungsschwerpunkte
Zu Müllers Forschungsschwerpunkten zählen folgende Bereiche:
- Antikenrezeption im Mittelalter
- Schatzkunst, besonders Material, Technik, Bild und Schrift (Projekt: „Jenseits der Täuschung. Mittelalterliche Gemmen aus Glas“)
- Mittelalterliche Künstlerkonzepte
- Die Malerwerkstatt im 15. Jh., bes. in Venedig; Werkstattorganisation, Werkgenese, Stilwahl
- Objekte und Künstler in transkulturellen Dynamiken (Genua und seine Kolonien im Schwarzmeerraum; Automaten)
- Spolienkonzepte im 20. und 21. Jahrhundert: „Fragments of History. Die Spolien am Chicago Tribune Tower“

## Publikationen (Auswahl)

### Monographien
- Die Vivarini. Bildproduktion in Venedig 1440 bis 1505, Habilitationsschrift, Regensburg 2023, ISBN 978-3-7954-3403-8.
- Sic Ianua hostes frangit: Spolien und Trophäen im mittelalterlichen Genua (=Marburger Studien für Kunst- und Kulturgeschichte 5), Weimar 2002.

### Ausstellungskataloge
- Die Natur ist meine einzige Lehrerin, meine Wohltäterin. Zeichnungen von Daniel Nikolaus Chodowiecki (1726–1801) im Berliner Kupferstichkabinett, Ausstellungskatalog, Berlin 2000.

### Als Herausgeberin
- Die Bronze, der Tod und die Erinnerung. Das Grabmal des Wolfhardt von Roth im Augsburger Dom, (gemeinsam mit Gerhard Lutz), Passau 2020.
- Vom Wort zur Kunst. Künstlerische Selbstzeugnisse vom frühen Mittelalter bis in die Gegenwart (gemeinsam mit Helen Barr, Dirk Hildebrandt, Ulrike Kern), Emsdetten/Berlin 2020.
- Theologisches Wissen und die Kunst. Festschrift für Martin Büchsel (gemeinsam mit Johanna Scheel/Anselm Rau), Berlin 2015.
- The Atrium of San Marco in Venice. The Genesis and Medieval Reality of the Genesis Mosaics (gemeinsam mit Martin Büchsel/Herbert Kessler), Berlin 2014.
- Hrsg., kommentiert und eingel.: Giorgio Vasari, Das Leben der Bellini und des Mantegna, Berlin 2010.
- Intellektualisierung und Mystifizierung mittelalterlicher Kunst – „Kultbild“: Revision eines Begriffs (gemeinsam mit Martin Büchsel), Berlin 2010.
- Kopf/Bild: die Büste in Mittelalter und Früher Neuzeit (gemeinsam mit Jeanette Kohl), München 2007.